# Les Châtelliers-Châteaumur
Pour les articles homonymes, voir Le Châtellier.
Les Châtelliers-Châteaumur sont une ancienne commune française située dans le département de la Vendée, en région Pays-de-la-Loire.
Au 1er janvier 2016, elle devient l'une des quatre communes déléguées de Sèvremont.

## Géographie
Le territoire municipal des Châtelliers-Châteaumur s'étend sur 1 834 hectares. L'altitude moyenne de la commune est de 161 mètres, avec des niveaux fluctuant entre 134 et 240 mètres,.
La commune des Châtelliers-Châteaumur est située à la frontière même de la Vendée, non loin du département voisin des Deux-Sèvres et de sa commune de Saint-Amand-sur-Sèvre. Quatre autres communes la bordent : La Flocellière, Saint-Michel-Mont-Mercure, Les Epesses et Treize-Vents. La commune des Châtelliers-Châteaumur comporte trois petites buttes, l'une à Châtelliers (où se situe l'église), et une autre à Châteaumur (où se situe le château). Une seule rivière la traverse : la Sèvre Nantaise.

## Environnement
Les Châtelliers-Châteaumur a obtenu deux fleurs au Concours des villes et villages fleuris (palmarès 2013).

## Toponymie
Durant la Révolution, la commune de Châteaumur porte le nom de « Libre-Mur ».
En poitevin, la commune des Châtelliers était appelée « Chatelàe ».

## Histoire
Les Châtelliers-Châteaumur formaient autrefois deux paroisses distinctes. Le chef-lieu de la seconde était même de beaucoup le plus important. Châteaumur possédait en effet un château florissant, siège d'une baronnie relevant de Thouars. L'agglomération autour de la forteresse était relativement considérable tandis qu'aux Châtelliers deux ou trois maisons seulement entouraient le modeste clocher. Les deux églises ayant été brûlées à l'époque de la Révolution, et celle des Châtelliers ayant seule été relevée de ses ruines, on réunit les deux paroisses en une seule et le chef-lieu fut fixé aux Châtelliers. Le chef-lieu de la paroisse entraîna celui de Châteaumur en décadence devint ainsi doublement une simple annexe des Châtelliers[pas clair] : « Orpoter illium crescere, me  autem minui »[C'est-à-dire ?]. D'après le Grand Gauthier (XIVe), la plus ancienne dénomination des Châtelliers serait De Castellariis. Le pouillé d'Alliot (1648) en signalant le prieuré-cure du Châtellier, traduisait le pluriel officiel par un singulier et depuis lors, on écrit tantôt le Châtellier, tantôt les Châtelliers.
Le site de Châteaumur est mentionné pour la première fois dans un document daté de 950. Très puissante jusqu'à la révolution, cette baronnie qui est détenue par plusieurs familles successives, possède un droit de justice sur 32 paroisses aux alentours.
Au lieu-dit la Marronnière, un souterrain refuge a été découvert.
L'ordonnance royale du 22 juin 1825 consacre la réunion des deux paroisses des Châtelliers et de Châteaumur pour ne former qu'une commune. Aux Châtelliers-Châteaumur deux bourgs se regardent. L'un, situé sur la butte à 212 mètres d'altitude, s'organise autour de l'église paroissiale. 
L'autre, plus bas, conserve les vestiges d'un donjon XIIe siècle, ancien siège de la baronnie de Châteaumur. Entre ces deux bourgs, un petit centre industriel s'est installé récemment au cœur du Haut Bocage vendéen et au bord de la Sèvre nantaise.

### Héraldique
| Blason | Blasonnement : D'argent à l'aigle de sable, becquée, lampassée et membrée de gueules, à la bordure soudée d'or chargée de neuf merlettes aussi de sable ordonnées en orle, au franc-canton aussi de gueules. |

## Politique et administration

### Liste des maires
| Période                                  | Période          | Identité             | Étiquette | Qualité                                |
| ---------------------------------------- | ---------------- | -------------------- | --------- | -------------------------------------- |
| 1977                                     | 2001             | Jean Arnou           | DVD       | Chef des services comptables à Heuliez |
| 2001                                     | 28 mars 2014     | Marie-Josèphe Boulay |           | Agent d'accueil                        |
| 28 mars 2014                             | 31 décembre 2015 | Francis Tétaud       | UDI       | Artiste musicien                       |
| Les données manquantes sont à compléter. |                  |                      |           |                                        |

### Liste des maires délégués
| Période                                  | Période  | Identité        | Étiquette | Qualité |
| ---------------------------------------- | -------- | --------------- | --------- | ------- |
| 4 janvier 2016                           | En cours | Francis Tétaud, | UDI       |         |
| Les données manquantes sont à compléter. |          |                 |           |         |

## Démographie

### Évolution démographique
L'évolution du nombre d'habitants est connue à travers les recensements de la population effectués dans la commune depuis 1793. À partir du 1er janvier 2009, les populations légales des communes sont publiées annuellement dans le cadre d'un recensement qui repose désormais sur une collecte d'information annuelle, concernant successivement tous les territoires communaux au cours d'une période de cinq ans. 
Pour les communes de moins de 10 000 habitants, une enquête de recensement portant sur toute la population est réalisée tous les cinq ans, les populations légales des années intermédiaires étant quant à elles estimées par interpolation ou extrapolation. Pour la commune, le premier recensement exhaustif entrant dans le cadre du nouveau dispositif a été réalisé en 2006,.
En 2015, la commune comptait 745 habitants, en évolution de +3,91 % par rapport à 2008 (Vendée : +5,7 %, France hors Mayotte : +2,49 %).
| 1793 | 1800 | 1806 | 1821 | 1831 | 1836 | 1841 | 1846 | 1851 |
| ---- | ---- | ---- | ---- | ---- | ---- | ---- | ---- | ---- |
| 500  | 237  | 416  | 486  | 598  | 592  | 626  | 665  | 683  |

| 1856 | 1861 | 1866 | 1872 | 1876 | 1881 | 1886 | 1891 | 1896 |
| ---- | ---- | ---- | ---- | ---- | ---- | ---- | ---- | ---- |
| 713  | 705  | 757  | 823  | 854  | 914  | 959  | 932  | 908  |

| 1901 | 1906 | 1911 | 1921 | 1926 | 1931 | 1936 | 1946 | 1954 |
| ---- | ---- | ---- | ---- | ---- | ---- | ---- | ---- | ---- |
| 903  | 874  | 855  | 855  | 826  | 856  | 780  | 783  | 796  |

| 1962 | 1968 | 1975 | 1982 | 1990 | 1999 | 2006 | 2011 | 2013 |
| ---- | ---- | ---- | ---- | ---- | ---- | ---- | ---- | ---- |
| 772  | 714  | 645  | 647  | 686  | 682  | 696  | 699  | 716  |

En 2008, Les Châtelliers-Châteaumur comptait 717 habitants  (soit une augmentation de 5 % par rapport à 1999). La commune occupait le 12 488e rang au niveau national, alors qu'elle était au 11 954e en 1999, et le 215e au niveau départemental sur 282 communes.

### Pyramide des âges
La population de la commune est relativement jeune. Le taux de personnes d'un âge supérieur à 60 ans (18,5 %) est en effet inférieur au taux national (21,6 %) et au taux départemental (25,1 %).
Contrairement aux répartitions nationale et départementale, la population masculine de la commune est supérieure à la population féminine (52,9 % contre 48,4 % au niveau national et 49 % au niveau départemental).
La répartition de la population de la commune par tranches d'âge est, en 2007, la suivante :
- 52,9 % d'hommes (0 à 14 ans = 18,7 %, 15 à 29 ans = 20,7 %, 30 à 44 ans = 22 %, 45 à 59 ans = 22,3 %, plus de 60 ans = 16,3 %) ;
- 47,1 % de femmes (0 à 14 ans = 18,9 %, 15 à 29 ans = 15,5 %, 30 à 44 ans = 23,5 %, 45 à 59 ans = 21 %, plus de 60 ans = 21 %).

| Hommes | Classe d’âge | Femmes |
| ------ | ------------ | ------ |
| 0,5    | 90 ans ou +  | 0,3    |
| 5,2    | 75 à 89 ans  | 7,9    |
| 10,6   | 60 à 74 ans  | 12,8   |
| 22,3   | 45 à 59 ans  | 21,0   |
| 22,0   | 30 à 44 ans  | 23,5   |
| 20,7   | 15 à 29 ans  | 15,5   |
| 18,7   | 0 à 14 ans   | 18,9   |

| Hommes | Classe d’âge | Femmes |
| ------ | ------------ | ------ |
| 0,4    | 90 ans ou +  | 1,2    |
| 7,3    | 75 à 89 ans  | 10,6   |
| 14,9   | 60 à 74 ans  | 15,7   |
| 20,9   | 45 à 59 ans  | 20,2   |
| 20,4   | 30 à 44 ans  | 19,3   |
| 17,3   | 15 à 29 ans  | 15,5   |
| 18,9   | 0 à 14 ans   | 17,4   |

## Lieux et monuments
- Châteaumur possède un château du XIIe siècle. La porte d'entrée a conservé son dispositif du pont-levis, en grande partie masqué par les maisons accolées aux murs. Au centre se dresse le donjon.
- L'église Notre-Dame-de-l'Assomption.
- La butte des Châtelliers conserve tous ses secrets. Son sommet qui a probablement servi de camp fortifié à l'époque gallo-romaine possède deux tumulus dont l'origine est inconnue. L'un est surmonté d'une croix de granit, l'autre d'une statue en bronze de la Vierge.

Sous la butte court une galerie de 16 m.
- La commune possède aussi deux anciens lavoirs rénovés.
- Le parc des Lavandières, réalisé en 2001, est intégré dans un sentier pédestre. Il permet une promenade au bord de l'eau[19].